# Richard León
Richard León Vizcaya (Caracas, 7 de enero de 1976) es un deportista venezolano que compitió en judo. Ganó cinco medallas en el Campeonato Panamericano de Judo entre los años 2000 y 2008.

## Palmarés internacional
| Campeonato Panamericano | Campeonato Panamericano       | Campeonato Panamericano | Campeonato Panamericano |
| Año                     | Lugar                         | Medalla                 | Categoría               |
| ----------------------- | ----------------------------- | ----------------------- | ----------------------- |
| 2000                    | Orlando (Estados Unidos)      | Medalla de bronce       | –73 kg                  |
| 2003                    | Salvador (Brasil)             | Medalla de bronce       | –73 kg                  |
| 2004                    | Isla de Margarita (Venezuela) | Medalla de plata        | –73 kg                  |
| 2006                    | Buenos Aires (Argentina)      | Medalla de bronce       | –73 kg                  |
| 2008                    | Miami (Estados Unidos)        | Medalla de bronce       | –81 kg                  |